# Matti Mikkola
Matti Olavi Mikkola, född 30 oktober 1930 i Kangasala, död 24 september 2021, var en finländsk målare. 
Mikkola studerade 1954–1958 vid Finlands konstakademis skola och ställde ut första gången 1954. Han är känd för sina olje- och akrylmålningar och akvareller med natur- och landskapsmotiv från Österbotten och det nordliga Finland. Materialet och intrycken har han under olika årstider samlat på skilda platser, till exempel i Kuusamo, och slutfört i ateljén. Han genomgick Finlands konstakademis "abstrakta skola", vilket även avspeglar sig i hans landskapsmåleri, fjäll, sjöar, kärr, som kan vara geometriskt eller till exempel pointillistiskt uppbyggda. Offentliga arbeten av honom är bland annat väggmålningar i Uleåborgs stads yrkesskola (1970, 1:a pris i tävling 1969) och stadshuset i Kuusamo (1992). Han har undervisat blivande arkitekter i färglära vid Uleåborgs universitet och verkat som läroverkslärare och lett kurser vid arbetarinstitut och målarläger.